# François Duvalier
François Duvalier (pronunciación en francés: /fʁɑ̃'swa dzyva'lje/) (Puerto Príncipe, Haití, 14 de abril de 1907-21 de abril de 1971), conocido con el sobrenombre de Papa Doc, fue un médico y político haitiano que se desempeñó como presidente de Haití desde 1957 hasta su muerte en 1971. Fue elegido presidente en las elecciones generales de 1957 con una plataforma populista y nacionalista negra. Después de frustrar un golpe de Estado militar en 1958, su régimen se volvió rápidamente más autocrático y despótico. Un escuadrón de la muerte encubierto del gobierno, el Tonton Macoute (criollo haitiano: Tonton Makout), torturó o mató indiscriminadamente a los oponentes de Duvalier; se pensaba que el Tonton Macoute era tan omnipresente que los haitianos llegaron a tener mucho miedo de expresar cualquier forma de disidencia, incluso en privado. Duvalier buscó aún más solidificar su gobierno incorporando elementos de la mitología haitiana en un culto a la personalidad.
Antes de su gobierno, Duvalier se graduó de la Escuela de Graduados de Salud Pública de la Universidad de Míchigan con una beca destinada a capacitar a médicos negros del Caribe para cuidar a los militares afroamericanos durante la Segunda Guerra Mundial. Adquirió el apodo de "Papa Doc". Fue "reelegido" por unanimidad en las elecciones presidenciales de 1961 en las que fue el único candidato. Posteriormente, consolidó su poder paso a paso, culminando en 1964 cuando se declaró presidente vitalicio tras otra farsa electoral, y como resultado, se mantuvo en el poder hasta su muerte en 1971. Fue sucedido por su hijo, Jean-Claude Duvalier, quien fue apodado "Baby Doc".

## Primeros años de vida y carrera
Duvalier nació en Puerto Príncipe, la capital de Haití, en el seno de una familia humilde de agricultores originarios de la isla de Martinica. A pesar de ello, consiguió empezar sus estudios de Medicina. Debido a sus labores médicas en la lucha contra el tifus, el paludismo y otras enfermedades tropicales con la gente más desfavorecida, alcanzó una gran consideración y notoriedad en el país. Colaboró con Lorimer Denis a la revista L'école des Griots. En 1939 se casa con Simone Ovide y en 1946 llega a ser director general del Servicio Sanitario Nacional. En 1949 pasó a ser ministro de Sanidad y de Trabajo. Tras oponerse al golpe de Estado que llevó a cabo Paul Eugène Magloire se ve obligado a esconderse y a pasar a la clandestinidad hasta que se proclama una amnistía.

## Ascenso político
En 1946, Duvalier se alineó con el presidente Dumarsais Estimé y fue nombrado director general del Servicio Nacional de Salud Pública. En 1949, se desempeñó como ministro de Salud y Trabajo, pero cuando Duvalier se opuso al golpe de Estado de Paul Magloire en 1950, dejó el gobierno y reanudó la práctica de la medicina. Su práctica incluía la participación en campañas para prevenir el pian y otras enfermedades. En 1954, Duvalier abandonó la medicina, escondiéndose en el campo de Haití del régimen de Magloire. En 1956, el gobierno de Magloire estaba fracasando y, aunque todavía en la clandestinidad, Duvalier anunció su candidatura para reemplazarlo en la presidencia.
En 1957 las circunstancias cambian, se promulga una nueva Constitución y François Duvalier, apoyado por sectores del mundo castrense, triunfa en las elecciones, convirtiéndose en Presidente de Haití para un período de 6 años. Llevó a cabo una campaña electoral de tipo populista,[cita requerida] preconizando una estrategia de afirmación de la negritud, en la que apelaba a la mayoría afrohaitiana y que se oponía a la élite mulata que estaba en el poder. Duvalier renovó la tradición del vudú y posteriormente lo usó para consolidar su poder, afirmando que él mismo era un hougan (es decir, un sacerdote vudú). 
Duvalier imitó de modo deliberado la imagen del Barón Samedi (deidad de la muerte y los cementerios en el panteón vudú) en un intento de resultar aún más convincente. Usaba frecuentemente gafas de sol y hablaba con un fuerte tono nasal.

## Presidencia

### Acuerdos con Rafael Trujillo
El 22 de diciembre de 1958 entre las localidades Jimaní y Mal Pase, Duvalier y su homólogo en la vecina República Dominicana, Rafael Trujillo, firmaron un acuerdo de mutua protección. El acuerdo establecía, entre otras cosas, que ninguno de los dos gobiernos permitiría en sus respectivos territorios actividades subversivas en su contra, ni que los exiliados políticos realizaran propaganda sistemática incitando al empleo de la violencia en contra de sus Estados.

### Conflicto con República Dominicana

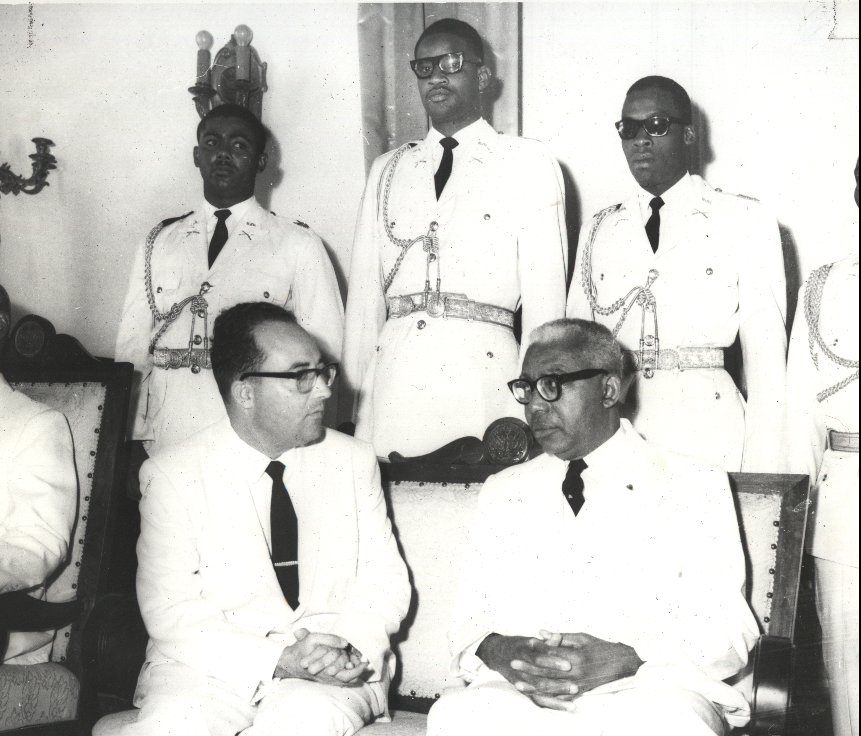
Duvalier (sentado, derecha) y sus generales (de pie) en 1963.

El 19 de abril de 1963 se descubre en Haití una conjura militar contra François Duvalier, encabezada por el teniente François Benoit. En el acto fallido fue asesinado el sargento Paulin Montrouis, chófer de los hijos de Duvalier, el cabo Morille Mirville, el sargento Luc Azor y un miembro del Voluntariado de la Seguridad Nacional (los Tontons-Macoutes), Richemond Poteau. Sus hijos resultaron ilesos, pero Duvalier reaccionó violentamente. La policía haitiana fue en busca de Benoit, principal sospechoso del atentado. Los Tontons-Macoutes entraron a su residencia y al no encontrar a Benoit, asesinaron a su padre, Joseph Benoit, un anciano juez, a su madre, a un visitante y a las tres empleadas domésticas.
Al sospechar los Tontons-Macoutes que Benoit estaba escondido en la embajada dominicana, penetran en la instalación diplomática rodeando la casa del embajador y exigiendo la entrega del militar. El suceso terminó cuando el entonces presidente dominicano Juan Bosch amenazó con emprender acciones militares contra Haití.
En una alocución por radio y televisión, el presidente Bosch afirmó:

El pueblo dominicano sabe ya que la embajada y la cancillería de nuestro país han sido violadas por la Policía haitiana. Esa acción es una bofetada en la cara de la República Dominicana, una afrenta que nosotros no estamos dispuestos a pasar por alto. Hemos sufrido con gran paciencia los ultrajes del Gobierno haitiano, pero esos ultrajes tienen que terminar ya de manera terminante. Si no terminan en un plazo de 24 horas le pondremos punto final con los medios que se hallan en nuestro alcance.
Juan Bosch, presidente de la República Dominicana (1963)

Al día siguiente el Ejército dominicano movilizó a las tropas hacia la frontera con Haití y parte de la artillería pesada de sus Fuerzas Armadas fue enviada por vía marítima hasta el puerto de Barahona, próximo a la frontera.
Luego de acusaciones y contra-acusaciones, el Consejo de Seguridad de la ONU condenó la actitud de Haití con 16 votos y 2 abstenciones. Una comisión llegó a Puerto Príncipe para investigar la situación y el Gobierno haitiano se comprometió a respetar las garantías diplomáticas.

### Afianzamiento en el poder
Diez meses después de su llegada al poder, en julio de 1958, François Duvalier tuvo que enfrentarse a un intento de golpe de Estado.  Con la ayuda de la Agencia Central de Inteligencia (CIA) [cita requerida] estadounidense, reaccionó estableciendo el estado de sitio y exigiendo que el Parlamento le autorizara a gobernar por decreto (31 de julio de 1958). Apartó del ejército a los oficiales que no le eran leales, prohibió los partidos de la oposición y aplicó una severa  represión política.
Su mandato, tras este episodio, pasó a ser mucho más brutal y represivo. En 1959, inspirado por los camisas negras del fascismo italiano, creó una milicia que se conoció como "Voluntarios de la Seguridad Nacional" (VSN) para proteger su poder fuera de Puerto Príncipe. Los miembros de la VSN pasaron a ser conocidos posteriormente como los Tonton Macoute, y se convirtieron en las tropas de choque del gobierno. Dado que estas milicias no recibían remuneración alguna, ellos mismos inventaban sus propios medios de financiación a través del crimen y la extorsión. Para proteger su propia integridad, Duvalier utilizaba la Guardia Presidencial haitiana como una "tropa de élite" especialmente entrenada y solamente leal al mismo Duvalier, mientras reducía el armamento y recursos del ejército profesional, de cuya lealtad no confiaba.
Apoyándose en el clima de la Guerra Fría y en el caso de la revolución cubana, explotó el miedo al comunismo para justificar la represión y obtener el apoyo de Estados Unidos, temiendo además que el régimen comunista de Cuba sirviera de refugio y base a los haitianos disidentes. El 25 de junio de 1960, pronunció un discurso en Jacmel en el que Duvalier relacionaba la orientación política de su régimen con la ayuda estadounidense. 
En 1959, mientras recibía tratamiento en el hospital por un infarto, un comando de haitianos disidentes intentó desembarcar en la isla. El jefe de la policía secreta, Clément Barbot, encargado de la seguridad de Duvalier durante su tratamiento, llamó a la Marina estadounidense para impedir la operación. Una vez salido del hospital, Duvalier hizo encarcelar a Barbot bajo la sospecha de querer tomar el poder y le acusó de conspirar contra el Estado. Barbot fue finalmente asesinado por los Tontons Macoutes en 1963 junto con sus dos hermanos y otros compañeros.

### Política interna

#### Proclamación como presidente vitalicio
Las presiones internacionales contra François Duvalier se hicieron más fuertes durante la presidencia de John Fitzgerald Kennedy en Estados Unidos, debido a la evidente apropiación de las ayudas internacionales recibidas por Haití. Esta ayuda se suspendió oficialmente en 1962, pero tras la muerte del presidente Kennedy (que Duvalier achacaba a una maldición que él mismo había lanzado) la tensión se aflojó bastante. La administración estadounidense de Lyndon B. Johnson consideraba desde 1964 que era necesaria la presencia de un gobierno claramente anticomunista -como era el de Haití- para contrarrestar la creciente influencia de Cuba en los países y colonias del Caribe. 
A mediados de la década de 1960 estaba bastante claro que Duvalier no tenía ninguna intención de dejar el poder. Modificó personalmente la Constitución y en 1961 volvió a resultar elegido en las elecciones por seis años más: el escrutinio oficial señaló 1 320 000 votos a favor de Duvalier y ni uno solo en contra. Finalmente, antes que verse forzado por ley a nuevas elecciones, se autoproclamó presidente vitalicio en 1964 con poderes absolutos; en mayo del mismo año Duvalier hizo votar una nueva Constitución en una Asamblea Nacional compuesta por diputados que él mismo nombraba a dedo. Un mes después, en junio de 1964, fue refrendado por el pueblo como Presidente vitalicio con derecho a designar su propio sucesor. 
En 1966, tras expulsar a los clérigos católicos nacidos en el extranjero, Duvalier consiguió que la Ciudad del Vaticano le permitiera elegir a los miembros de la jerarquía católica en Haití. Debido a ello pudo reforzar también su control de la isla, al dominar también las instituciones religiosas con clérigos aliados suyos.
En esa época se inició también el culto a la personalidad alrededor de la imagen de Duvalier como emblema físico de su propia nación. Como ya había sucedido con alguno de sus predecesores, se sospecha que Duvalier trató de restaurar el Imperio de Haití restableciendo la monarquía. También creó un impuesto obligatorio específico para financiar la construcción de Duvalierville, una ciudad diseñada por capricho único del dictador en homenaje a sí mismo y su familia. El dinero de este impuesto sólo iba destinado formalmente a la construcción de dicha ciudad, pero la mayor parte de los fondos terminaba en las cuentas corrientes personales de Duvalier.

#### Represión
En su país, Duvalier utilizó tanto el asesinato como la expulsión para eliminar a sus adversarios políticos. Se calcula que fueron más de treinta mil las personas asesinadas. Los ataques llevados a cabo contra Duvalier por algunos militares fueron reprimidos con una especial dureza: en 1967, la explosión de algunas bombas en las cercanías del Palacio Nacional acarreó la ejecución de veinte oficiales de la Guardia Presidencial. En esta ocasión, los barcos de la Marina bombardearon durante casi todo el día el Palacio Nacional. Eran barcos viejos, tres en total que, armados con cañones obsoletos, hicieron su mejor esfuerzo por sublevarse y derrocar a Duvalier. En el transcurso de dicho día la única oposición que hubo de parte de las fuerzas leales a Duvalier fue el intento de repeler a los marinos sublevados con el único avión de la Fuerza Aérea, un P-51 reliquia de la Segunda Guerra Mundial. El avión al filo del mediodía intentó ametrallar a uno de los barcos fallando todas las ráfagas de ametralladora disparadas. Las trazadoras hicieron impacto únicamente en el mar azul profundo de la bahía. La refriega entre barcos y el P-51 duró unos cuantos segundos. Acto seguido el avión aterrizó y no volvió a despegar más, por lo que es probable que hubiese recibido algún daño. Al filo del atardecer los barcos tomaron rumbo a Cuba llegando a Guantánamo, donde recibieron asilo. En tierra quedaron docenas de marinos que por una u otra razón no pudieron abordar. Sus casas fueron saqueadas y luego quemadas. Aquellos que corrieron con mejor suerte lograron refugiarse en las embajadas. Guatemala recibió, a través de su embajada en Puerto Príncipe, a la familia de uno de los capitanes que participó en el ataque. Aquellas familias que no lograron huir en los barcos y que no pudieron obtener asilo en alguna embajada sufrieron las represalias del Gobierno. 
El reinado del terror de Duvalier, apoyado en los Tonton Macoute, la censura, y los asesinatos políticos de toda especie, mantuvo el país bajo su control directo hasta su muerte en 1971, producida debido a las complicaciones derivadas de la diabetes mellitus que sufría.
François Duvalier fue glorificado por sus seguidores casi como una divinidad y a su muerte, según su voluntad y la Constitución que él mismo había diseñado, le sucedió su hijo, Jean-Claude Duvalier, Baby Doc, que pasó también a ser presidente vitalicio contando solo con diecinueve años de edad. A la muerte de François Duvalier, Haití era el país más pobre de América, ocupaba el primer puesto en analfabetismo y la salud pública estaba en un estado desastroso. 

## Muerte y sucesión
François Duvalier murió de una enfermedad cardíaca y diabetes el 21 de abril de 1971 a la edad de 64 años. Su hijo de 19 años, Jean-Claude Duvalier, apodado "Baby Doc", le sucedió como presidente.
El 8 de febrero de 1986, cuando cayó el régimen de Duvalier, una multitud atacó el mausoleo de Duvalier, arrojándole piedras, arrancándole pedazos y rompiendo la cripta. Sin embargo, el ataúd de Duvalier no estaba dentro. Un rumor que prevalecía en la capital, según The New York Times, era que su hijo se había llevado sus restos al huir a la Fuerza Aérea de Estados Unidos en un avión de transporte a París el día anterior.

## Publicaciones
- Evolution stadiale du Vodou, con Lorimer Denis, 1944.
- Problème des classes à travers l'histoire d'Haïti : sociologie politique (con Lorimer Denis,), Service de la Jeunesse de Port-au-Prince, 1948.
- Le problème des générations en Haïti, con Lorimer Denis, [1940].
- Culturologie, psychologie ethnique et historique, con Lorimer Denis, S. Bissainthe, 1960.
- La critique: les tendances d'une génération, con Lorimer Denis; Arthur Bonhomme, [Impr. du Collège Vertières], [1934]

| Predecesor: Antonio Thrasybule Kebreau | Presidentes de Haití 1957-1971 | Sucesor: Jean-Claude Duvalier |